# Tereza Mrdeža
Tereza Mrdeža (nació el 14 de noviembre de 1990 en Pula) es una jugadora de tenis croata.
Mrdeža ha ganado tres individuales y dos títulos de dobles en el ITF. El 8 de abril de 2013, alcanzó su mejor ranking singles el cual fue 151 del mundo. El 15 de octubre de 2012, alcanzó el puesto número 237 del mundo en el ranking de dobles.
Ella hizo su debut Grandslam en US Open 2015.
Jugar por Croacia en la Copa Federación, Mrdeža tiene un récord de ganados y perdidos de 5-4.

## Títulos ITF

### Individual (3)
| Torneos de $100,000 |
| Torneos de $75,000  |
| Torneos de $50,000  |
| Torneos de $25,000  |
| Torneos de $15,000  |
| Torneos de $10,000  |

| N.º | Fecha                    | Torneo                         | Superficie    | Oponentes          | Resultado        |
| --- | ------------------------ | ------------------------------ | ------------- | ------------------ | ---------------- |
| 1.  | 23 de junio de 2008      | Sarajevo, Bosnia y Herzegovina | Tierra batida | Jasmina Kajtazovič | 6-3, 6-0         |
| 2.  | 26 de septiembre de 2011 | Umag, Croacia                  | Tierra batida | Zuzana Zlochová    | 7–6(2), 4–6, 6–2 |
| 3.  | 27 de octubre de 2014    | Margaret River, Australia      | Dura          | Rebecca Peterson   | 6-3, 6-3         |